# 勢誉
勢誉（せいよ、天文18年（1549年） - 慶長17年3月23日（1612年4月23日））は、安土桃山時代から江戸時代前期の僧侶。俗姓は阿部、字は宗淳、号は可中。文殊院勢誉とも称す。

## 生涯
和泉国の出身で9歳で高野山に上り、永禄5年（1562年）14歳で千手院谷新坊祐尊より受戒する。その後、高野山をはじめとして京都各地で顕密、儒学を究め、元亀元年（1570年）仁和寺の禅海に両部灌頂を、天正元年（1573年）には高野山にて木食応其より受戒する。
慶長4年（1599年）高野山貫主、青巌寺住持となるが、翌年に応其が近江の飯道寺へ隠遁すると、その全てを相続し興山寺 (廃寺)第2世を兼務。さらには徳川家康の命により高野山を支配することとなる。慶長6年（1601年）には増田長盛が定めた寺領2万1000石の朱印状を受ける。
関ヶ原の戦い後は家康の信任を得、駿府に寺地を与えられ家康に仕えた。慶長13年（1608年）には応昌に興山寺 (廃寺)を譲り、慶長17年（1612年）3月23日死去。行年64。

## 人物
- 勢誉も応其と同じく連歌の名手であった。興山寺関係の僧達が、応其以来連歌界においてかなり高い地位を占めていたことがうかがわれる。高野山通念集には「扱月次の連歌の興行は興山応其上人の時よりとそ」の記事が見えるように、興山寺においては月次連歌が興行され、これを中心として高野山では盛んに連歌会が開かれたらしい。[2]
- 朝野旧聞裒藁によると「家康公七日の朝御本陣に御馬印旗立ておかれ、御自分には玉造の方の谷間に乗物に召し、白き小袖にて御入ありたりという。裏崩れの時、両度までも早成るまし御腹召さむとあるを、高野文殊院勢誉御側にあり、まず御待ちあれと止申さる」とあり、大坂夏の陣で家康が自害覚悟を口走るほどの窮地に陥った際、勢誉がその傍らで制止したという。なお、上記のように勢誉は二年前に死去している。